# The King of Blaze
The King of Blaze ou Le Roi des flammes, aussi connu comme Fire King (chinois traditionnel : 火王 ; pinyin : Huǒwáng ; Wade : Huo3-Wang2 ; zhuyin : ㄏㄨㄛˇ ㄨㄤˊ ; litt. « Le Roi du feu » ; néerlandais : De Brand Koning), est une série de manhua créée par la manhuajia taïwanaise You Su-lan (zh). Elle est publiée pour la première fois dans le magazine Gong Juu Comics depuis 1991 et éditée en tankōbon (volume) de 1992 à 1998 par Da Ran Culture (zh), qui contient treize volumes.
Le manhua est la deuxième série de la collection « The Seven Mirrors' Stories (en) », et une suite de Melancholic Princess (en). Elle est considérée comme l’une des premières bandes dessinées yaoi de Taïwan. Le manhua raconte l’histoire des trois vies (réincarnation) et le destin du dieu du feu et du dieu du vent.

## Accueil
The King of Blaze s’est vendu à 70 mille exemplaires de chaque volume à Taïwan, et à plus de 30 millions d’exemplaires des volumes collectés d’édition contrefaite en Chine, et a été réimprimé 62 fois,. L’œuvre a été choisie comme le manhua le plus populaire parmi les bandes dessinées asiatiques publiées à Taiwan par le Reader’s Choice Vote organisé par le journal taïwanais China Times, en 1997.

## Adaptation
L’adaptation en série télévisée est réalisée par Mango TV pour la Hunan Television, une station de télévision chinoise, et diffusée le 26 novembre 2018.
La série a reçu des réponses généralement négatives de la part des critiques et des téléspectateurs en raison des énormes différences entre manhua et son adaptation, et de transformer le manhua de BL (Boys’ Love) en un drame de BG (Boy & Girl), sous la pression d’une motion de censure de l’Administration nationale de la radio et de la télévision (en) de Chine. Les téléspectateurs se sont demandé si la série ressemblait beaucoup au manhua, à l’exception des noms de certains personnages principaux. Et le casting et les effets spéciaux ont été critiqués pour être inappropriés et horribles, respectivement,.

## Liste des volumes
Première édition
| Nº        | Titre      | Traduction littérale                      | Da Ran Culture    | Da Ran Culture       |
| Nº        | Titre      | Traduction littérale                      | Date de parution  | ISBN                 |
| --------- | ---------- | ----------------------------------------- | ----------------- | -------------------- |
| Volume Ⅰ  | 火王再現   | La réapparition du roi du feu             | 1er juin 1992     | (ISBN 957-72-5641-4) |
| Volume Ⅱ  | 赫爾拉娜   | Herlana, le miroir de l’eau               | 1er décembre 1992 | (ISBN 957-72-5128-5) |
| Volume Ⅲ  | 獵謀隱獸   | La chasse à la bête cachée                | 1er juin 1993     | (ISBN 957-72-5642-2) |
| Volume Ⅳ  | 曙光前世   | L’aube des souvenirs des vies antérieures | 1er décembre 1993 | (ISBN 957-25-0352-9) |
| Volume Ⅴ  | 記憶唐時   | Les souvenirs de la dynastie Tang         | 1er avril 1994    | (ISBN 957-25-0845-8) |
| Volume Ⅵ  | 羽韻蒼飛   | Les plumes volantes                       | 1er octobre 1994  | (ISBN 957-25-1250-1) |
| Volume Ⅶ  | 如夢隔世   | Un rêve entre deux mondes                 | 1er février 1995  | (ISBN 957-25-1514-4) |
| Volume Ⅷ  | 昭誓今生   | Un engagement à vie                       | 1er juillet 1995  | (ISBN 957-25-1687-6) |
| Volume Ⅸ  | 火焰血誓   | L’ardente promesse de sang                | 1er février 1996  | (ISBN 957-25-1887-9) |
| Volume Ⅹ  | 浩渺之鷹   | Le faucon céleste                         | 1er décembre 1996 | (ISBN 957-25-2601-4) |
| Volume Ⅺ  | 日升月恆   | L’éternité                                | 1er juillet 1997  | (ISBN 957-25-2864-5) |
| Volume Ⅻ  | 雨過天涯   | Pluie sur la fin de l’horizon             | 1er décembre 1997 | (ISBN 957-25-3267-7) |
| Volume ⅩⅢ | 永恆的起點 | L’éternel point de départ                 | 1er février 1998  | (ISBN 957-25-3381-9) |

Nouvelle édition
| Nº | Titre    | Traduction littérale                      | Kung-Long International Publishing Co. | Kung-Long International Publishing Co. |
| Nº | Titre    | Traduction littérale                      | Date de parution                       | ISBN                                   |
| -- | -------- | ----------------------------------------- | -------------------------------------- | -------------------------------------- |
| Ⅰ  | 重生之章 | Le chapitre de la renaissance             | 1er novembre 2001                      | (ISBN 957-0498-36-6)                   |
| Ⅱ  | 今塵照命 | La réflexion du destin                    | 1er décembre 2001                      | (ISBN 957-0498-39-0)                   |
| Ⅲ  | 曙光前世 | L’aube des souvenirs des vies antérieures | 1er février 2002                       | (ISBN 957-0498-43-9)                   |
| Ⅳ  | 記憶唐時 | Les souvenirs de la dynastie Tang         | 1er mars 2002                          | (ISBN 957-0498-49-8)                   |
| Ⅴ  | 羽韻蒼飛 | Les plumes volantes                       | 1er avril 2002                         | (ISBN 957-0498-50-1)                   |
| Ⅵ  | 凝眸曾經 | Les yeux sur le passé                     | 1er mai 2002                           | (ISBN 957-0498-52-8)                   |
| Ⅶ  | 如夢隔世 | Un rêve entre deux mondes                 | 1er juin 2002                          | (ISBN 957-0498-55-2)                   |
| Ⅷ  | 昭誓今生 | Un engagement à vie                       | 1er juillet 2002                       | (ISBN 957-0498-56-0)                   |
| Ⅸ  | 遠颺蒼鷹 | Le faucon volant                          | 1er août 2002                          | (ISBN 957-0498-61-7)                   |
| Ⅹ  | 相會神陵 | Réunion dans le divin mausolée            | 1er septembre 2002                     | (ISBN 957-0498-60-9)                   |
| Ⅺ  | 浩渺來生 | La vision lointaine de l’après-vie        | 1er octobre 2002                       | (ISBN 957-0498-67-6)                   |
| Ⅻ  | 昂首寂寥 | Aucune peur de la solitude                | 1er décembre 2002                      | (ISBN 957-0498-68-4)                   |
| ⅩⅢ | 日升月恆 | L’éternité                                | 1er janvier 2003                       | (ISBN 957-0498-74-9)                   |
| ⅩⅣ | 終章     | Le dernier chapitre                       | 1er mars 2003                          | (ISBN 957-0498-80-3)                   |

### Articles
- (zh-TW) « The Application of Comics on General Education: A Study of the Body Implication in the Comics titled “Chingguo-Yuanling” and “Huo-Wang” by Su-Lan Yu », sur COnnecting REpositories